# Граф Марч
Граф Марч или Граф Марки (англ. Earl of March) — титул, который несколько раз создавался в Англии и Шотландии для представителей семей, владения которых располагались на пограничных владениях (марках) между Англией с Уэльсом (Валлийская марка) и Англией с Шотландией (Шотландские марки). Позже титул перестал быть связан с пограничными владениями, превратившись в обычный дворянский титул.

## Графы Марч в Шотландии
Графы Марч на шотландской границе возводили своё происхождение к графу Нортумбрии Госпатрику. Изгнанный из своих владений, Госпатрик бежал в Шотландию, где король Малькольм III, предоставил ему обширные земельные владения в Лотиане и Пограничье с центром в Данбаре, которые до конца X века входили в состав королевства Нортумбрии, после чего перешли под власть шотландцев. Потомки Госпатрика получили титул графов Данбара и доминировали в юго-восточной Шотландии на протяжении нескольких веков, вплоть до середины XIII века. В марте 1290 года актом парламента за графом Патриком IV Данбаром, был признан титул графа Марч. С этого времени титул «граф Марч» стал использоваться как альтернатива титулу «граф Данбар».
В 1400 году король Шотландии Роберт III лишил Джорджа I Данбара, 10-го графа Марча, титула, однако в 1409 году при поддержке Роберта Стюарта, герцога Олбани, регента Шотландии в это время, Джордж был восстановлен в правах. Однако в конце 1434 года король Шотландии Яков I объявил это восстановление титула незаконным, поскольку по его мнению герцог Олбани превысил полномочия. Хотя Джордж II Данбар, 4-й граф Марч, и получил возможность защищаться в суде пэров, в январе 1435 году все его титулы и владения Данбаров были конфискованы, а сам Джордж II с семьёй был вынужден перебраться в Англию.
4 августа 1455 года титул графа Марч был воссоздан среди ряда других титулов для Александра Стюарта, герцога Олбани, одного из сыновей короля Шотландии Якова II. Хотя в 1485 году владения Александра были конфискованы, но его сын Джону продолжал носить титул графа Марча. В 1515 году за ним был подтверждён и титул герцога Олбани. Джон умер в 1536 году, не оставив наследников, после чего титул графа Марча вновь исчез.
Следующая креация титула относится к 1580 году, когда его получил Роберт Стюарт, один из сыновей Джона Стюарта, 3-го графа Леннокса. Титул был передан Роберту взамен титула графа Леннокса, который был передан его внучатому племяннику Эсме Стюарту. Но Роберт детей не оставил, после его смерти в 1586 году титул был упразднён.
В 1697 году титул графа Марча был вновь воссоздан для Уильяма Дугласа, одного из сыновей Уильяма Дугласа, 1-го герцога Куинсберри. После смерти его внука Уильяма Дугласа, 4-го герцога Куинсберри, титул перешёл к Френсису Чартерису, потомку Энн Дуглас, сестры Уильяма, 1-го графа Марча. Фрэнсис принял фамилию Картерис-Уимс-Дуглас. Фрэнсис в 1826 году унаследовал ещё и титул графа Уимс. С этого момента титул «граф Марч» стал дополнительным титулом в роду. В настоящее время носителем титула графа Уимса и Марча является Джеймс Дональд Чартерис, 13-й граф Уимс и 9-й граф Марч

### Графы Марч (Шотландия), 1-я креация
Графы Лотиана
- ок. 1115 — 1138: Госпатрик II (ум. ок. 22 августа 1138), граф Лотиана с ок. 1115, сын графа Нортумбрии Госпатрика (I)
- 1138—1166: Госпатрик III (ум. 1166), граф Лотиана с 1138, сын предыдущего

Графы Данбар
- 1166—1182: Вальтеоф (ум. 1182), граф Лотиана с 1166, по своему замку получил титул «граф Данбар», сын предыдущего
- 1182—1232: Патрик I (1152 — 31 декабря 1232), граф Данбар с 1182, сын предыдущего
- 1232—1248: Патрик II (ум. 1248), граф Данбар с 1232, сын предыдущего
- 1248—1289: Патрик III (ок. 1213 — 24 августа 1289), граф Данбар с 1248, сын предыдущего

Графы Марч
- 1289—1308: Патрик IV (ок. 1242 — 10 октября 1308), граф Данбар с 1289, 1/8-й граф Марч с 1290, сын предыдущего
- 1308—1368: Патрик V (ок. 1285 — 11 ноября 1368), 2/9-й граф Марч с 1308, сын предыдущего
- 1368—1420: Джордж I (ок. 1336 — 1420), 12-й лорд Аннандейл 1369—1401, лорд Бардольф 1402—1409, 3/10-й граф Марч в 1368—1400, 1409—1420, внучатый племянник предыдущего
- 1420—1435: Джордж II (ок. 1370 — 1455/1457), 4/11-й граф Марч в 1420—1435, сын предыдущего

В 1435 году титул граф Марч был конфискован королём Шотландии.

### Графы Марч (Шотландия), 2-я креация (1455)
- 1455—1485: Александр Стюарт (1454 — 7 августа 1485), герцог Олбани, граф Марч, Мара и Гариоха с 1455, сын короля Шотландии Якова II
- ок. 1481 — 1536: Джон Стюарт (ок. 1481 — 2 июля 1536), граф Марч с 1481/1485, герцог Олбани с 1515, сын предыдущего

### Графы Марч (Шотландия), 3-я креация (1581)
- 1580—1586: Роберт Стюарт (ок. 1517 — 29 августа 1586), епископ Кайтнеса с 1543, граф Леннокс в 1578—1580, 1-й граф Марч

### Графы Марч (Шотландия), 4-я креация (1697)
- 1697—1705: Уильям Дуглас (ум. 2 сентября 1705), 1-й граф Марч с 1697
- 1705—1731: Уильям Дуглас (ок. 1696 — 7 марта 1731), 2-й граф Марч с 1705, сын предыдущего
- 1731—1810: Уильям Дуглас (16 декабря 1725 — 23 декабря 1810), 3-й граф Марч с 1731, 3-й граф Раглен, 3-й барон Хиллхаус и 3-й виконт Риккартаун с 1748, 4-й герцог Куинсберри с 1778, сын предыдущего
- 1810—1853: Френсис Чартерис (15 апреля 1772 — 28 июня 1853), 4-й граф Марч с 1810, 1-й барон Уимс с 1821, 8-й граф Уимс с 1826, потомок Энн Дуглас, сестры Уильяма Дугласа, 1-го графа Марча
- 1853—1883: Фрэнсис Чартерис (14 августа 1796 — 1 января 1883), 9-й граф Уимс и 5-й граф Марч с 1853, сын предыдущего
- 1883—1914: Фрэнсис Ричард Чартерис (4 августа 1818 — 30 июня 1914), 10-й граф Уимс и 6-й граф Марч с 1883, сын предыдущего
- 1914—1937: Хьюго Ричард Чартерис (25 августа 1857 — 12 июля 1937), 11-й граф Уимс и 7-й граф Марч с 1914, сын предыдущего
- 1937—2008: Фрэнсис Дэвид Чартерис (19 января 1912 — 12 декабря 2008), 12-й граф Уимс и 8-й граф Марч с 1937, внук предыдущего
- с 2008: Джеймс Дональд Чартерис (род. 22 июня 1948), 13-й граф Уимс и 9-й граф Марч с 2008, сын предыдущего

## Графы Марч в Англии
Титул впервые был создан в 1328 году для Роджера Мортимера, 3-го барона Вигмора, любовника королевы Англии Изабеллы Французской и фактического правителя Англии в 1327—1330 годах. Мортимеры были одним из родов, который владел землями в Валлийских марках, однако в них до этого момента во времён графов Мерсии не было единого правителя. В 1330 году Роджер был казнён, а его титулы и владения конфискованы, но в 1354 году парламент аннулировал конфискацию титула и он был восстановлен для внука Роджера, Роджера, 2-го графа Марч. В 1356 году Роджер ещё больше увеличил свои владения. В том числе он получил замок Ладлоу, ставший главной крепостью Мортимеров, а позднее — административным центром всей английской администрации в Уэльсе. Сын Роджера, Эдмунд, 3-й граф Марч, породнился с королевской семьёй, женившись на наследнице Лайонела Антверпа, герцога Кларенса, благодаря чему унаследовал ещё и титул графа Ольстера, а также обширные владения в Ирландии, став при этом членом английской королевской семьи. Его сын Роджер Мортимер, 4-й граф Марч, был в 1385 году объявлен наследником английского престола.
После смерти в 1425 года бездетного Эдмунда Мортимера, 5-го графа Марч, титулы и владения перешли к герцогу Ричарду Йоркскому, сыну Анны Мортимер, сестры 5-го графа Марч. С 1445 года титул графа Марча в качестве титула учтивости использовал его наследник — Эдуард. После того, как он в 1461 году стал королём Англии под именем Эдуард IV, владения были включены в состав коронных земель.
В июле 1479 года титул снова был создан для наследника Эдуарда IV, Эдуарда Йоркского. После того, как в 1483 году он был провозглашён королём Англии под именем Эдуард V, титул вновь исчез.
Третья креация титула была 7 июня 1619 года, когда титул был воссоздан для Эсме Стюарта, 2-го сына Эсме Стюарта, 1-го герцога Леннокса. После смерти брата Эсме унаследовал и титул герцога Леннокса. После смерти в 1672 году не оставившего наследников Чарльза Стюарта, 4-го графа Марч и 3-го герцога Ричмонда, титул был упразднён.
9 августа 1675 года произошла новая креация титула. Его в числе других получил Чарльз Леннокс, 1-й герцог Ричмонд, незаконнорожденный сын короля Англии Карла II. Его потомки использовали титул «граф Марч» в качестве титула учтивости для наследников. В XIX веке род сменил фамилию на Гордон—Леннокс. Титул используется и в настоящее время. Сейчас носителем титула является Чарльз Генри Гордон-Леннокс, 11-й герцог Ричмонд. Его наследник, Чарльз Генри Гордон-Леннокс, носит титулы учтивости «граф Марч» и «граф Кинара».

### Графы Марч (Англия), 1-я креация (1328)
- 1328—1330: Роджер Мортимер (25 апреля 1287 — 29 ноября 1330), 3-й барон Вигмор с 1304, 1-й граф Марч с 1328.
- 1354—1360: Роджер Мортимер (11 ноября 1328 — 26 февраля 1360), 4-й барон Мортимер из Вигмора с 1348, 2-й граф Марч с 1354, 3-й барон Женевиль с 1356, внук предыдущего
- 1360—1381: Эдмунд Мортимер (1 февраля 1352 — 27 декабря 1381), 3-й граф Марч, 5-й барон Мортимер из Вигмора и 4-й барон Женевиль с 1360, граф Ольстер (по праву жены) и лорд Коннахт и Клер с 1368, маршал Англии с 1369, наместник Ирландии с 1379, сын предыдущего
- 1381—1398: Роджер Мортимер (11 апреля 1374 — 20 июля 1398), 4-й граф Марч, 6-й граф Ольстер, 6-й барон Мортимер из Вигмора, 5-й барон Женевиль, лорд Коннахт и Клер с 1381, сын предыдущего
- 1398—1425: Эдмунд Мортимер (6 ноября 1391 — 18 января 1425), 5-й граф Марч, 7-й граф Ольстер, 7-й барон Мортимер из Вигмора, 6-й барон Женевиль, лорд Коннахт и Клер с 1398, сын предыдущего
- 1432—1460: Ричард Йоркский (21 сентября 1411 — 30 декабря 1460), 3-й герцог Йоркский с 1415, 6-й граф Марч, 8-й граф Ольстер, 8-й барон Мортимер из Вигмора с 1425, 2-й граф Кембридж с 1426, племянник предыдущего
- 1445—1461: Эдуард Йоркский (28 апреля 1442 — 10 апреля 1483), 7-й граф Марч с 1445, 3-й герцог Йоркский, 9-й граф Ольстер, 3-й граф Кембридж и 9-й барон Мортимер из Вигмора в 1460—1461, король Англии (как Эдуард IV) в 1461—1470 и 1471—1483, сын предыдущего

### Графы Марч (Англия), 2-я креация (1479)
- 1479—1483: Эдуард Йоркский (1/4 ноября 1470 — 1483?), принц Уэльский, граф Честер и герцог Корнуолл в 1471—1483, 1-й граф Марч и 1-й граф Пембрук в 1479—1483, король Англии (как Эдуард V) в 1483, сын Эдуарда IV

### Графы Марч (Англия), 3-я креация (1619)
- 1619—1624: Эсме Стюарт (ок. 1579 — 30 июля 1624), 7-й сеньор Обиньи с 1583, 1-й граф Марч и 1-й барон Стюарт из Лейтон Бромсволт с 1619, 3-й граф и 3-й герцог Леннокс с 1624
- 1624—1655: Джеймс Стюарт (6 апреля 1612 — 30 марта 1655), 4-й граф и 4-й герцог Леннокс, 2-й граф Марч, 2-й барон Стюарт из Лейтон Бромсволт с 1624, 3-й барон Клифтон из Лейтон Бромсволт (де-юре) с 1637, 1-й герцог Ричмонд с 1641, сын предыдущего
- 1655—1660: Эсме Стюарт (2 ноября 1649 — 10 августа 1660), 2-й герцог Ричмонд, 5-й граф и 5-й герцог Леннокс, 3-й граф Марч, 3-й барон Стюарт из Лейтон Бромсволт и 3-й лорд Клифтон из Лейтон Бромсволт с 1655, сын предыдущего
- 1660—1672: Чарльз Стюарт (7 марта 1638/1639 — 12 декабря 1672), 1-й граф Лихфилд и 1-й барон Стюарт из Ньюбери с 1645, 3-й герцог Ричмонд, 6-й граф и 6-й герцог Леннокс, 4-й граф Марч, 4-й барон Стюарт из Лейтон Бромсволт и 4-й лорд Клифтон из Лейтон Бромсволт с 1660, 11-й сеньор Обиньи с 1668, внук Эсме Стюарта, 3-го герцога Леннокса

### Графы Марч (Англия), 4-я креация (1675)
- 1673—1723: Чарльз Леннокс (29 июля 1672 — 27 мая 1723), 1-й герцог Ричмонд, 1-й герцог Леннокс и 1-й герцог Обиньи, 1-й граф Марч, 1-й граф Дарнли, 1-й барон Сеттрингтон, 1-й лорд Торбоултон с 1675
- 1723—1750: Чарльз Леннокс (18 мая 1701 — 8 августа 1750), 2-й герцог Ричмонд, 2-й герцог Леннокс, 2-й граф Марч, 2-й граф Дарнли, 2-й барон Сеттрингтон, 2-й лорд Торбоултон с 1723, 2-й герцог Обиньи с 1734, сын предыдущего
  - 1730: Чарльз Леннокс (9 сентября 1730 — ноябрь 1730), граф Марч
- 1750—1806: Чарльз Леннокс (22 февраля 1734/1735 — 29 декабря 1806), 3-й герцог Ричмонд, 3-й герцог Леннокс и 3-й герцог Обиньи, 3-й граф Марч, 3-й граф Дарнли, 3-й барон Сеттрингтон, 3-й лорд Торбоултон с 1750, сын предыдущего
- 1806—1819: Чарльз Леннокс (9 декабря 1764 — 28 августа 1819), 4-й герцог Ричмонд, 4-й герцог Леннокс и 4-й герцог Обиньи, 4-й граф Марч, 4-й граф Дарнли, 4-й барон Сеттрингтон, 4-й лорд Торбоултон с 1806, племянник предыдущего
- 1819—1860: Чарльз Гордон-Леннокс (3 августа 1791 — 21 октября 1860), 5-й герцог Ричмонд, 5-й герцог Леннокс и 5-й герцог Обиньи, 5-й граф Марч, 5-й граф Дарнли, 5-й барон Сеттрингтон, 5-й лорд Торбоултон с 1819, сын предыдущего
- 1860—1903: Чарльз Генри Гордон-Леннокс (27 февраля 1818 — 27 сентября 1903), 6-й герцог Ричмонд, 6-й герцог Леннокс и 6-й герцог Обиньи, 6-й граф Марч, 6-й граф Дарнли, 6-й барон Сеттрингтон, 6-й лорд Торбоултон с 1860, 1-й герцог Гордон и 1-й граф Кинрара с 1876, сын предыдущего
- 1903—1929: Чарльз Генри Гордон-Леннокс (27 декабря 1845 — 18 января 1928), 7-й герцог Ричмонд, 7-й герцог Леннокс, 7-й герцог Обиньи, 2-й герцог Гордон, 7-й граф Марч, 7-й граф Дарнли, 2-й граф Кинрара, 7-й барон Сеттрингтон, 7-й лорд Торбоултон с 1903, сын предыдущего
- 1929—1935: Чарльз Генри Гордон-Леннокс (30 декабря 1870 — 7 мая 1935), 8-й герцог Ричмонд, 8-й герцог Леннокс, 8-й герцог Обиньи, 3-й герцог Гордон, 8-й граф Марч, 8-й граф Дарнли, 3-й граф Кинрара, 8-й барон Сеттрингтон, 8-й лорд Торбоултон с 1929, сын предыдущего
- 1935—1989: Фредерик Чарльз Гордон-Леннокс (5 февраля 1904 — 2 ноября 1989), 9-й герцог Ричмонд, 9-й герцог Леннокс, 9-й герцог Обиньи, 4-й герцог Гордон, 9-й граф Марч, 9-й граф Дарнли, 4-й граф Кинрара, 9-й барон Сеттрингтон, 9-й лорд Торбоултон с 1929, сын предыдущего
- 1989—2017: Чарльз Генри Гордон-Леннокс (19 сентября 1929 — 1 сентября 2017), 10-й герцог Ричмонд, 10-й герцог Леннокс, 10-й герцог Обиньи, 4-й герцог Гордон, 10-й граф Марч, 10-й граф Дарнли, 4-й граф Кинрара, 10-й барон Сеттрингтон, 10-й лорд Торбоултон с 1989, сын предыдущего
- с 2017: Чарльз Генри Гордон-Леннокс (род. 8 января 1955), граф Марч и Кинара с 1989, 11-й герцог Ричмонд, 11-й герцог Леннокс с 2017, сын предыдущего
  - его наследник: Чарльз Генри Гордон-Леннокс, граф Марч и Кинрара (род. 20 декабря 1994)